# Comuna Halmășd, Sălaj
Halmășd este o comună în județul Sălaj, Transilvania, România, formată din satele Aleuș, Cerișa, Drighiu, Fufez și Halmășd (reședința). În vechime, apare și cu numele de Halmoșd.
Este așezată la poalele Munților Șesului (Plopișului).

## Demografie
Componența etnică a comunei Halmășd
     Români (70,81%)
     Romi (22,5%)
     Alte etnii (6,69%)
Componența confesională a comunei Halmășd
     Ortodocși (86,19%)
     Greco-catolici (4,18%)
     Penticostali (1,47%)
     Alte religii (1,66%)
     Necunoscută (6,5%)
Conform recensământului efectuat în 2021, populația comunei Halmășd se ridică la 2.107 locuitori, în scădere față de recensământul anterior din 2011, când fuseseră înregistrați 2.393 de locuitori. Majoritatea locuitorilor sunt români (70,81%), cu o minoritate de romi (22,5%). Din punct de vedere confesional, majoritatea locuitorilor sunt ortodocși (86,19%), cu minorități de greco-catolici (4,18%) și penticostali (1,47%), iar pentru 6,5% nu se cunoaște apartenența confesională.

## Politică și administrație
Comuna Halmășd este administrată de un primar și un consiliu local compus din 11 consilieri. Primarul, Gavril Pușcaș[*], de la Partidul Social Democrat, este în funcție din 2000. Începând cu alegerile locale din 2024, consiliul local are următoarea componență pe partide politice:
|  | Partid                          | Consilieri | Componența Consiliului | Componența Consiliului | Componența Consiliului | Componența Consiliului | Componența Consiliului |
|  | ------------------------------- | ---------- | ---------------------- | ---------------------- | ---------------------- | ---------------------- | ---------------------- |
|  | Partidul Social Democrat        | 5          |                        |                        |                        |                        |                        |
|  | Partidul Național Liberal       | 5          |                        |                        |                        |                        |                        |
|  | Alianța pentru Unirea Românilor | 1          |                        |                        |                        |                        |                        |